# Bodenschatz

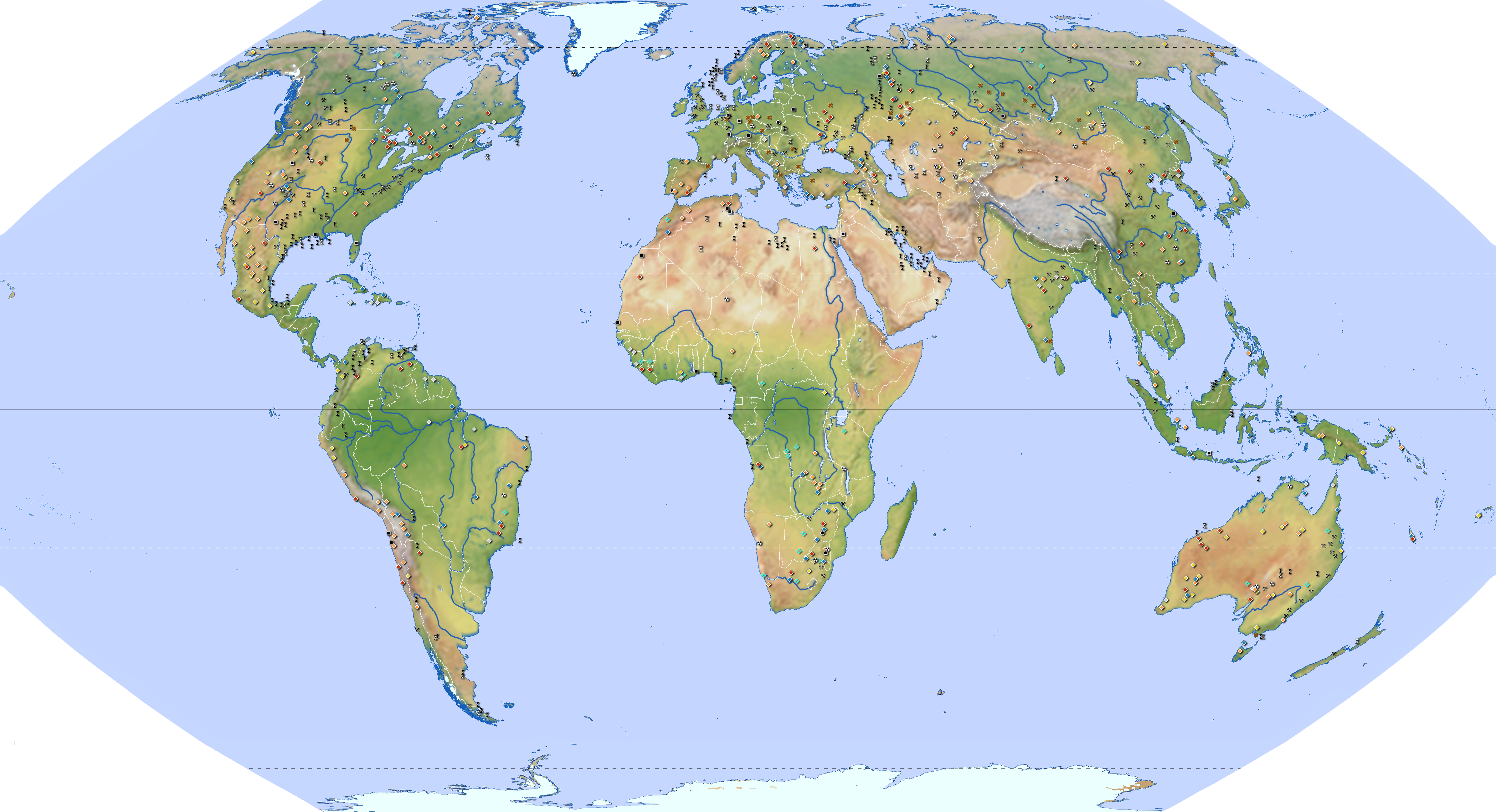
Weltweite Bodenschätze

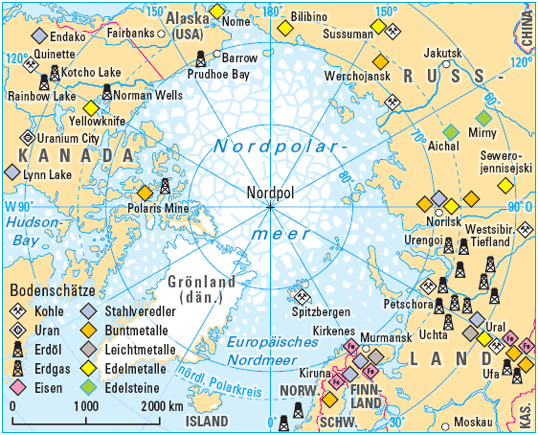
Bodenschätze der Arktis

Bodenschätze (seltener im Singular „Bodenschatz“ verwendet) sind nach der Legaldefinition des § 3 Bundesberggesetz (BBergG) mit Ausnahme von Wasser alle festen, gasförmigen oder flüssigen mineralischen Rohstoffe, die in natürlichen Ablagerungen oder Ansammlungen (Lagerstätten) in oder auf der Erde, auf dem Meeresgrund, im Meeresuntergrund oder im Meerwasser vorkommen und denen ein wirtschaftlicher Wert zukommt.

## Allgemeines
Diese Legaldefinition erfasst sämtliche Rohstoffe im jeweiligen natürlichen Aggregatzustand. Die klassischen Aggregatzustände fest, flüssig und gasförmig lassen sich sensorisch anhand ihrer unterschiedlichen makroskopischen mechanischen und rheologischen Eigenschaften identifizieren. Zu den festen Bodenschätzen gehören insbesondere sämtliche Metalle und Mineralien, zu den flüssigen vor allem Erdöl und zu den gasförmigen unter anderem Erdgas. Voraussetzung ist, dass die Stoffe wirtschaftlich genutzt werden können.
Ein wirtschaftlicher Wert ist gegeben, wenn die Kosten des Abbaus, der Extraktion und der Gewinnung unter dem Marktwert des Rohstoffes liegen. In der Umgangssprache werden deshalb häufig lediglich die besonders wertvollen Edelmetalle (Gold, Silber und die Platinmetalle) und Mineralien (Edelsteine wie Diamanten) als Bodenschätze bezeichnet, die Lagerstättenkunde erfasst darüber hinaus alle wirtschaftlich nutzbaren Stoffe.

## Prospektion und Exploration
Über die bereits genutzten Lagerstätten hinaus wird zunächst mit Hilfe der Prospektion versucht, neue Lagerstätten zu erkunden, um dann durch Exploration weitere Lagerstätten für den künftigen Bergbau zu erschließen. Besonders in Entwicklungsländern enthalten die Berggesetze tendenziell die Grundsätze, dass noch nicht gewonnene Bodenschätze im Staatseigentum stehen, der Staat kann für die Exploration und Förderung gebührenpflichtige Konzessionen erteilen, wobei oft eine staatliche Kapitalbeteiligung an den Förderunternehmen vorgesehen ist.

## Recht in Deutschland
Das Recht, Bodenschätze aufzusuchen, zu gewinnen und aufzubereiten sowie die damit verbundenen Rechte und Pflichten sind im BBergG geregelt. Es unterscheidet zwischen bergfreien und grundeigenen Bodenschätzen.
Grundeigene Bodenschätze gehören zu dem Grundstück, auf dem sie sich befinden. Sie stehen im Eigentum des Grundeigentümers. Dazu gehören u. a. Dachschiefer, Feldspat, Basaltlava, Ton, Quarz und Quarzit. Da die grundeigenen Bodenschätze im BBergG abschließend aufgezählt sind, stehen alle anderen Bodenschätze, wie Kiese und Sande, nicht unter Bergrecht, sondern unter Bau- und Umweltrecht (im weitesten Sinne). Zur Anwendung kommen dann die Abgrabungsgesetze der Länder. Alle untertägig gewonnenen Bodenschätze stehen unter Bergrecht. Erze, gediegene Metalle und fossile Brennstoffe sowie Erdwärme sind bergfreie Bodenschätze, auf die sich das Eigentum an einem Grundstück nicht erstreckt.
Das Aufsuchen bergfreier Bodenschätze bedarf einer Erlaubnis nach dem Bundesberggesetz. Die Gewinnung bergfreier Bodenschätze bedarf einer Bewilligung oder des Bergwerkseigentums.

## Volkswirtschaftslehre
Die Bodennutzung des volkswirtschaftlichen Produktionsfaktors Boden erfolgt einerseits durch Land- und Forstwirtschaft und andererseits durch Bergbau und Fischerei. Sie erwirtschaften durch Verkauf der gewonnenen Grundstoffe und Naturprodukte einen Bodenertrag, der als Faktoreinkommen dieses Produktionsfaktors gilt. Diese Tätigkeiten werden zur Urproduktion zusammengefasst. Der Bergbau in Form des Tagebaus oder Untertagebaus sorgt für den Abbau aller aus dem Boden stammenden Rohstoffe.
Bereits die Physiokratie des François Quesnay fasste alle jenen Berufsgruppen als „produktive Klasse“ (französisch classe poroductive) zusammen, die Rohstoffe gewinnt oder Nahrungsmittel produziert und dadurch die natürlichen Bodenschätze zu Mehrwert entwickelt.
Da Bodenschätze aus quantitativ begrenzten Rohstoffvorkommen stammen (siehe Reichweite), handelt es sich um nichterneuerbare Rohstoffe, so dass bei relativ geringen Rohstoffvorkommen (Gold, Platin, seltene Erden) auf den Rohstoffmärkten natürliche Knappheit im Angebot besteht, die zur Marktenge mit tendenziellen Preissteigerungen dieser Commodities führen kann.

## Statistik
Der Marktwert aller Bodenschätze nach Staaten ergibt weltweit folgende Rangliste:
| Staat               | Marktwert aller Bodenschätze in Billionen Euro | wichtige Bodenschätze (Weltrang)                                                                 |
| ------------------- | ---------------------------------------------- | ------------------------------------------------------------------------------------------------ |
| Russland            | 65,4                                           | Erdgas (1), seltene Erden (1), Braunkohle (2), Eisenerz (2), Gold (3), Steinkohle (4), Erdöl (6) |
| Vereinigte Staaten  | 39,2                                           | Steinkohle (1), Nutzholz (2), Braunkohle (4)                                                     |
| Saudi-Arabien       | 30,0                                           | Erdöl (2), Erdgas (5)                                                                            |
| Kanada              | 29,0                                           | Nutzholz (1), Uran (2), Erdöl (3)                                                                |
| Iran                | 23,8                                           | Erdgas (1), Erdöl (6),                                                                           |
| Volksrepublik China | 20,1                                           | Gold (1), Steinkohle (2), Braunkohle (9), seltene Erden (?)                                      |
| Brasilien           | 19,0                                           | Eisenerz (3), Nutzholz (3)                                                                       |
| Australien          | 17,4                                           | Uran (1), Gold (2)                                                                               |
| Irak                | 13,9                                           | Phosphat (2), Erdöl (5)                                                                          |
| Venezuela           | 12,5                                           | Erdöl (1), Erdgas (8)                                                                            |

Bodenschätze lagern meist nicht in den Staaten, in denen sie als Rohstoffe benötigt werden. Tendenziell sind die Entwicklungs- und Schwellenländer bodenschatzreich, die Industriestaaten dagegen meist bodenschatzarm. Häufig weisen bodenschatzreiche Staaten ein politisches Risiko auf. Die internationale Arbeitsteilung ist oft so organisiert, dass die Gewinnung in den Entwicklungs- und Schwellenländern erfolgt und die Weiterverarbeitung in den Industriestaaten.